# Closerie des Poiriers
La Closerie des Poiriers est un lieu-dit situé sur la commune de Saint-Ouën-des-Toits dans le département français de la Mayenne qui fut un lieu de vie de la famille Cottereau, dite Famille Chouan.
La closerie des Poiriers n'est pas mentionnée littéralement en tant que telle dans les actes notariés anciens disponibles aux Archives départementales de la Mayenne : il est plus probable qu'il s'agissait d'un village dit des Poiriers dépendant de la paroisse de Saint-Ouën-des-Toits qui comprenait plusieurs propriétés et closeries, dont celle où vécut Jean Chouan et où le musée actuel est installé.

## Histoire

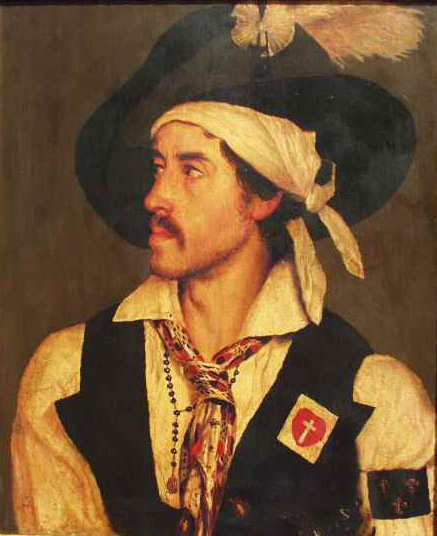
Portrait présumé de Jean Chouan (1840) Source : Musée de la chouannerie, Auteur : L. de Labarre

C'est dans cette closerie que résida Jean Chouan, de son vrai nom Jean Cottereau, avec d'autres membres de la famille Cottereau, dite aussi la Famille Chouan. La closerie a été restaurée par la municipalité à l'identique de ce qu'elle fut probablement à l'époque de Jean Chouan pour devenir Le Musée de Jean Chouan et de la paysannerie du XVIIIe siècle. Ce musée contribue à la connaissance de l'histoire de la Chouannerie du Bas-Maine et de la Révolution française ainsi que du mode de vie rural à cette époque.

## Description
Le site comprend une partie intérieure et d'une partie extérieure :
- La partie intérieure propose plusieurs salles avec des vitrines exposant des documents et des vêtements d'époque ainsi qu'un film sur le mode du document-fiction relatant la vie de Jean Chouan. On y trouve une reconstitution de divers aspects de l'époque avec le mobilier, les outils et des mannequins en habits d'époque.
- La partie extérieure se compose : d'un jardin avec des cultures agricoles pratiquées à la fin du XVIIIe siècle dans l'ancienne province ou l'ancien Comté du Maine et plus particulièrement dans la partie occidentale du Bas-Maine aujourd'hui limitrophe du département d'Ille-et-Vilaine, d'un four à pain, d'un puits, d'une hutte de charbonnier, et d'une cabane de sabotier similaire à celles qui servait à la fois de logement et d'atelier à cette époque. Ce dernier élément est d'importance car Pierre Cottereau, le père de Jean Chouan ainsi que son grand-père étaient sabotiers et marchands de sabots itinérants en même temps que faux-sauniers.

## Architecture

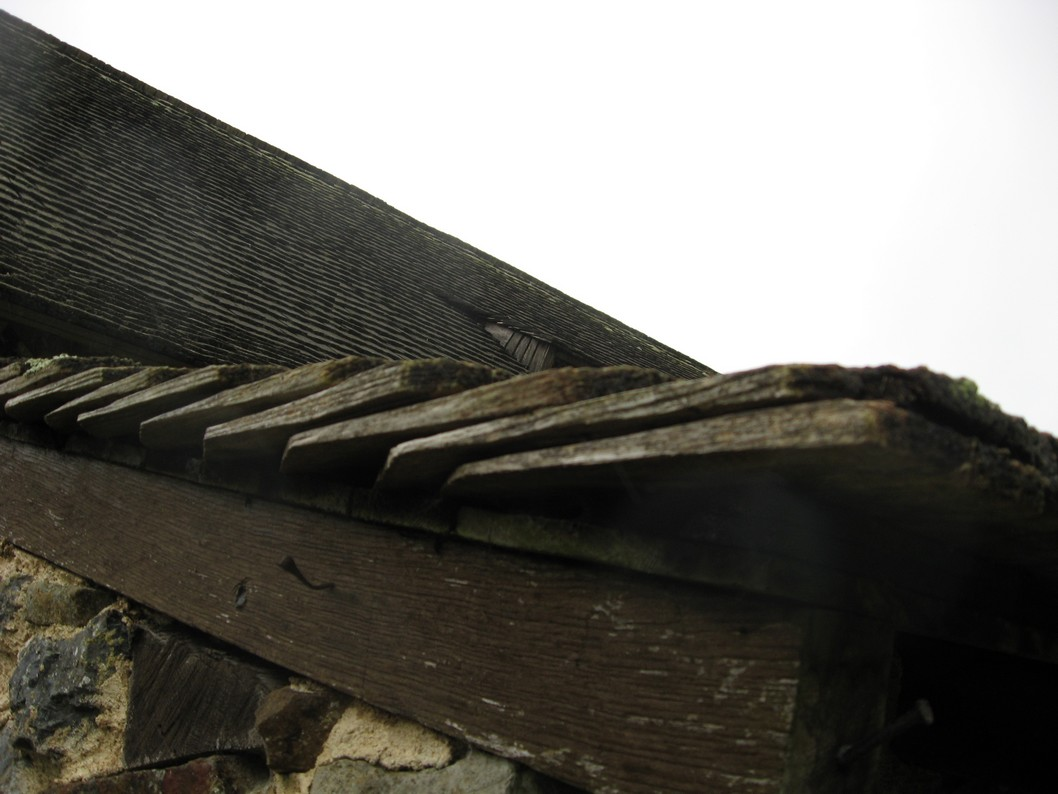
Couverture du toit du bâtiment principal en "aisseulles" ou "aisseaux"

Le lieu présente un intérêt tout à fait particulier quant aux toitures des bâtiments de l'époque et de la région du Bas-Maine : la couverture du bâtiment principal est en effet composée d' "aisseules", une pièce de toiture appelée dans d'autres régions de France "aisseaux".
Il s'agit dans cette région de lattes rectangulaires taillées dans du bois de châtaignier. Le choix de ce bois par les artisans locaux de l'époque n'est pas anodin, car le châtaignier, outre qu'il est peu vulnérable au fendage dans des conditions climatiques extrêmes (gel, sécheresse) grâce à son élasticité et à sa souplesse, résiste aux agressions des insectes et aux pourritures.
Le profil des lattes présente un triangle mince et très effilé : cette forme facilite leur disposition à la manière de nos actuelles ardoises ou tuiles, et permet à la fois un bon écoulement des eaux et une résistance à la grêle ou au poids de la neige. Après que les intempéries et les variations de températures avaient dégradé leur face extérieure, les occupants ou le Maître couvreur les retournaient, et elles pouvaient ainsi resservir un laps de temps à peu près équivalent.
Cette technique peu coûteuse remonterait jusqu'au Moyen Âge, les ardoises et les tuiles plus onéreuses étant alors présentes surtout en ville, ou dans des demeures seigneuriales, bourgeoises, de Sieurs ruraux ou de métayers aisés.

## Panorama du site

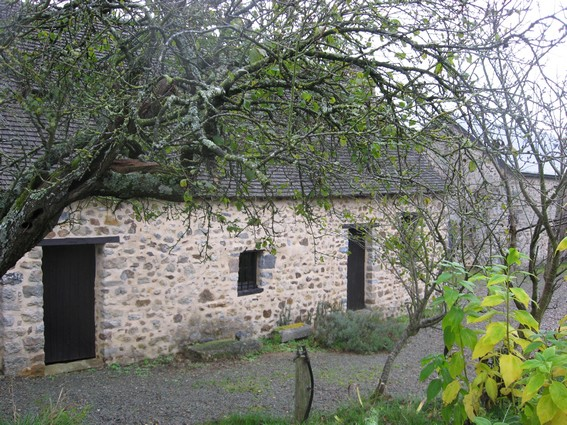
L'entrée par la cour intérieure
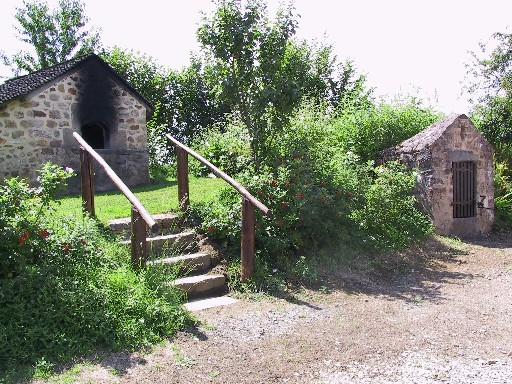
Vue du four et du puits
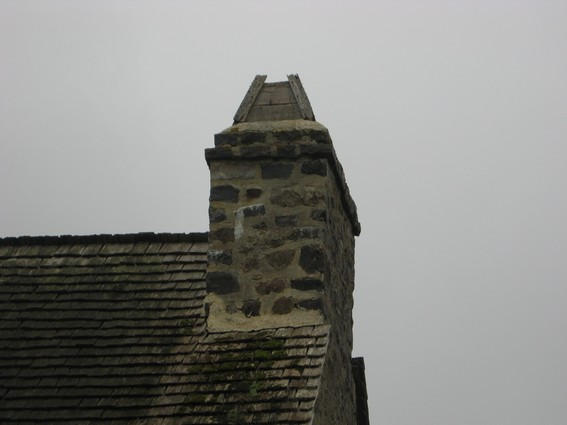
Cheminée avec son chapeau de bois
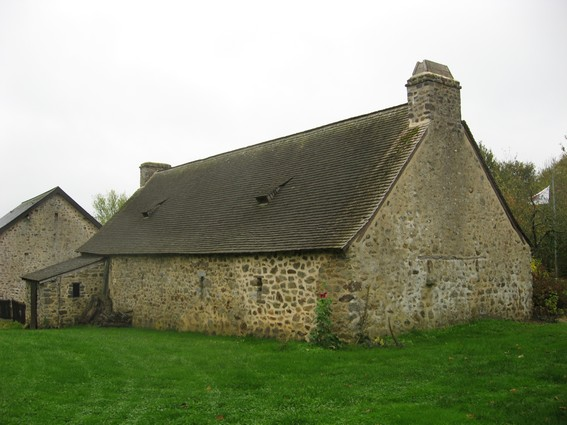
Vue depuis la route
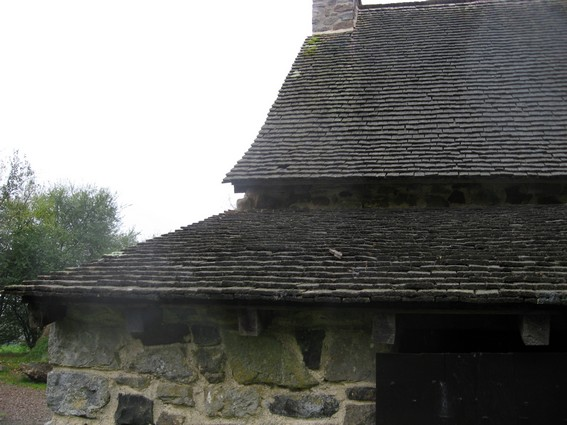
Double pente de toiture